# Маккабі (Явне)
Маккабі "Цві" Явне (івр. מכבי יבנה) — ізраїльський футбольний клуб з міста Явне. Клуб був заснований у 1962 році та грав у Лізі Гімель, найнижчому рівні ізраїльського футболу, до сезону 1971—1972 років, коли він почав прогрес і вперше досяг Ліги Бет.

## Досягнення
- Володар Кубка Тото (1 раз): 1984-85